# Sciomesa secata
Sciomesa secata är en fjärilsart som beskrevs av Emilio Berio 1976/77. Sciomesa secata ingår i släktet Sciomesa och familjen nattflyn. Inga underarter finns listade.